# تل امامزاده پهلوان
تل امامزاده پهلوان مربوط به دوران‌های تاریخی پس از اسلام است و در شهرستان کهگیلویه، بخش مرکزی، روستای امامزاده پهلوان واقع شده و این اثر در تاریخ ۲۴ فروردین ۱۳۸۲ با شمارهٔ ثبت ۸۳۴۷ به‌عنوان یکی از آثار ملی ایران به ثبت رسیده است.